# Álvaro Quirós
Álvaro Quirós García, nacido el 21 de enero de 1983 en Guadiaro, San Roque (Cádiz) es un golfista español, jugador profesional desde 2004.
Su primer título fue la Copa de Biarritz (Francia) de 2006, torneo de nivel amateur. En categoría profesional, Quirós es desde 2009 uno de los 50 mejores jugadores del mundo, y ha logrado seis campeonatos, destacando el torneo de Dubái (2011) y el Open de España de 2010, disputado en Sevilla, en el que se impuso al británico James Morrison por un solo golpe de diferencia.
El estilo de juego de Álvaro Quirós destaca por su potentísimo drive. En el golpe inicial es capaz de enviar la bola a más de 360 yardas de distancia, lo que le convierte en el mejor jugador de Europa en este aspecto.
Desde 2009 la Consejería de Turismo, Comercio y Deporte de la Junta de Andalucía utiliza la imagen de este golfista sanroqueño para promocionar el golf andaluz.

## Victorias como amateur (1)
- 2004 (1):  Copa Biarritz

## Victorias como profesional (9)

### Circuito Europeo (7)
| Núm. | Fecha                   | Torneo                      | Puntuación ganadora | A par | Margen de victoria | Subcampeones                    |
| ---- | ----------------------- | --------------------------- | ------------------- | ----- | ------------------ | ------------------------------- |
| 1    | 10 de diciembre de 2006 | Alfred Dunhill Championship | 74-66-68-67=275     | −13   | 1 golpe            | Charl Schwartzel                |
| 2    | 19 de octubre de 2008   | Masters de Portugal         | 66-68-67-68=269     | −19   | 3 golpes           | Paul Lawrie                     |
| 3    | 25 de enero de 2009     | Masters de Catar            | 69-67-64-69=269     | −19   | 3 golpes           | Louis Oosthuizen Henrik Stenson |
| 4    | 2 de mayo de 2010       | Open de España              | 68-72-67-70=277     | −11   | Playoff            | James Morrison                  |
| 5    | 13 de febrero de 2011   | Dubai Desert Classic        | 73-68-68-68=277     | −11   | 1 golpe            | Anders Hansen James Kingston    |
| 6    | 11 de diciembre de 2011 | Dubai World Championship    | 68-64-70-67=269     | −19   | 2 golpes           | Paul Lawrie                     |
| 7    | 21 de mayo de 2017      | Rocco Forte Sicilian Open   | 63-64-70-73=270     | −14   | Playoff            | Zander Lombard                  |

### Challenge Tour (1)
| Núm. | Fecha              | Torneo                                | Puntuación ganadora | A par | Margen de victoria | Subcampeones    |
| ---- | ------------------ | ------------------------------------- | ------------------- | ----- | ------------------ | --------------- |
| 1    | 3 de junio de 2006 | Morson International Pro-Am Challenge | 67-68-68-64=267     | −13   | 4 golpes           | Mark Pilkington |

### Otras victorias (1)
- 2006 (1):  Open de Sevilla

## Resultados en los grandes
| Torneo                | 2009 | 2010 | 2011 | 2012 | 2013 |
| --------------------- | ---- | ---- | ---- | ---- | ---- |
| Masters de Augusta    | CUT  | CUT  | T27  | CUT  | DNP  |
| U.S. Open             | CUT  | CUT  | T54  | CUT  | DNP  |
| The Open Championship | CUT  | T11  | CUT  | CUT  | CUT  |
| PGA Championship      | T24  | CUT  | CUT  | CUT  | DNP  |

DNP = No jugó

CUT = No pasó el corte

DQ = Descalificado

"T" = Empatado

Fondo amarillo indica un puesto entre los diez primeros.

## Resultados en Series Mundiales de Golf
| Torneo                       | 2009 | 2010 | 2011 | 2012 |
| ---------------------------- | ---- | ---- | ---- | ---- |
| WGC-Campeonato Cadillac      | T13  | T6   | T64  | T57  |
| WGC Match Play               | R64  | R64  | R64  | R64  |
| WGC-Bridgestone Invitational | T15  | T39  | T53  | T43  |
| WGC-HSBC Champions           | T8   | T53  | T49  | T65  |

DNP = No jugado (Did Not Play)
QF, R16, R32, R64 = Ronda en la cual el jugador perdió
T = Empatado con otros
Fondo amarillo, puesto entre los diez primeros (top ten).

## Apariciones en Equipo
Amateur
- Eisenhower Trophy (representando a España): 2004

Profesional
- Seve Trophy (representando a Europa Continental): 2009
- Copa Mundial de Golf (representando a España): 2011
- Royal Trophy (representando a Europa): 2013 (ganadores)

## Reconocimientos
- Sanroqueño del Año 2007[5]